# Krivoseino
Krivoseino (oroszul: Кривошеино) falu Oroszország Tomszki területén, Nyugat-Szibériában, a Krivoseinói járás székhelye.
Népessége: 5469 fő (a 2010. évi népszámláláskor).
A Tomszki terület déli részén, az Ob bal partján, Tomszk területi székhelytől 160 km-re északnyugatra helyezkedik el. 
A település 1826-ban keletkezett és 1924-ben lett a járás székhelye.